# Jéghegy

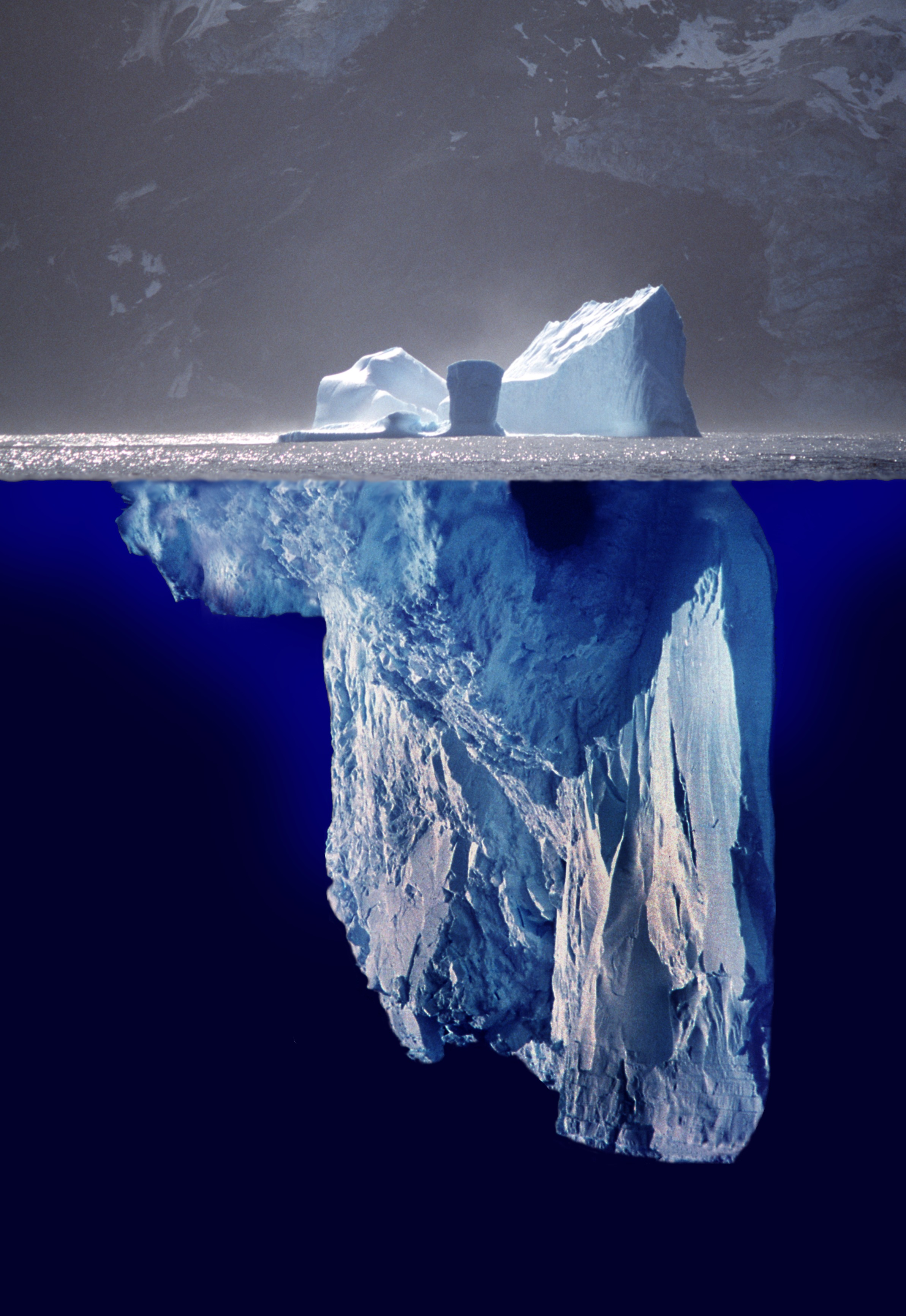
Jéghegy (fotómontázs)

A jéghegy a tengerbe nyúló gleccserekről és a szárazföldi jégtakaróról leszakadó, a tengeráramlatok által szállított jégtömeg, amely gyakran az északi szélesség 36°-ig, ill. a déli szélesség 38°-ig is eljut. (Az Amerika és Európa között közlekedő hajók útvonaláig.) A szárazföldi jégtakarók folyamatosan előre haladnak a tengerpartok felé. Néha a jégtakarók – a kanadai Ayles-selfjég, a hatalmas Ross-selfjég az Antarktisznál, vagy a Jakobshavn-gleccser Grönlandon – több száz méter mélyen lógnak bele a tengervízbe. A Ross-selfjég alatt, aminek a kiterjedése több mint félmillió km², egy fúrás 420 m mélyen érte el a tengervizet.

## Kialakulásuk

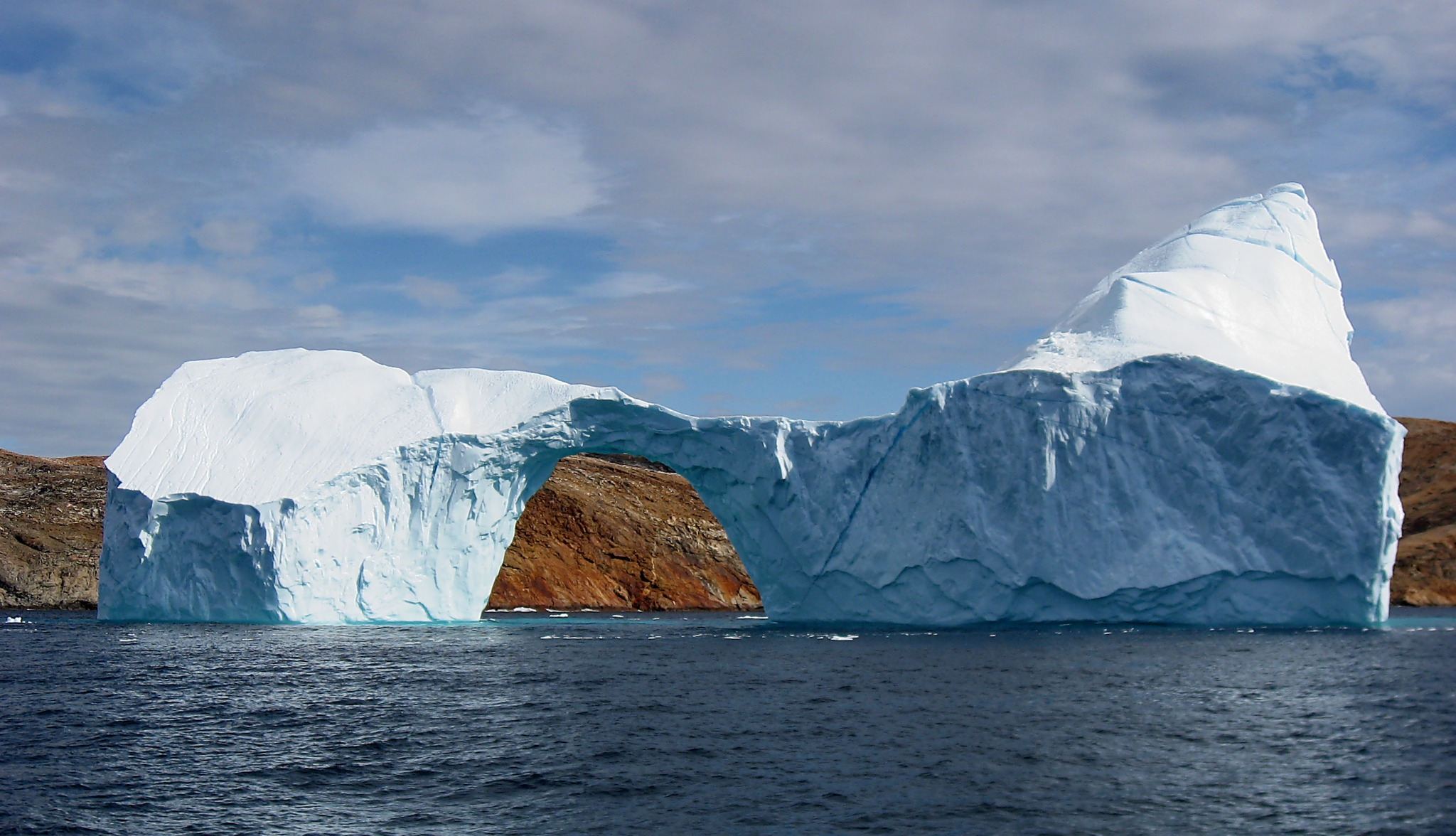
Bizarr jéghegy Grönland közelében

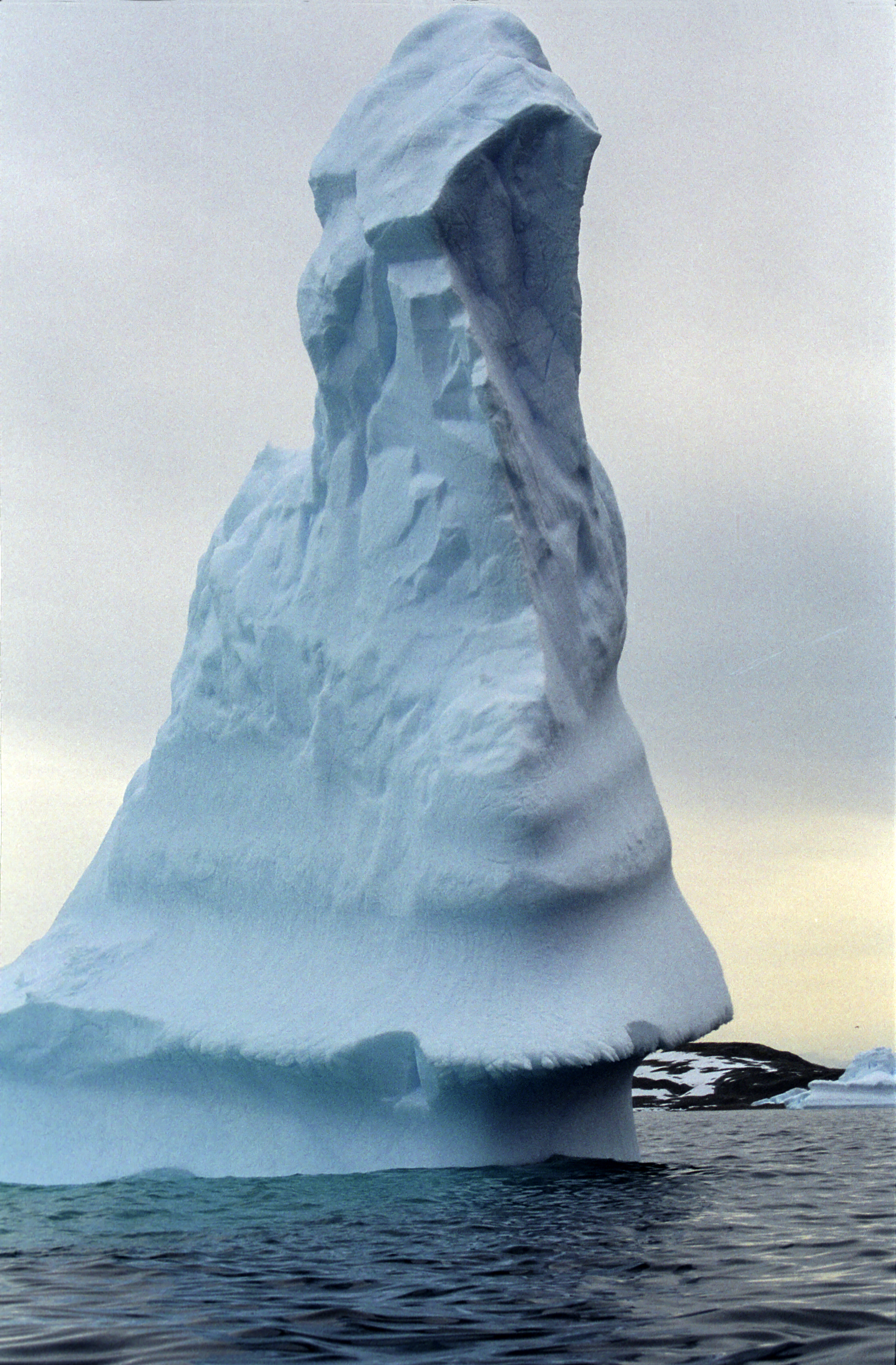
Olvadó jéghegy

A jéghegyek Grönland vagy az Antarktisz kontinentális jéghátáról gleccserek húzódnak a tenger felé és abba kifelé tolódnak, mindaddig amíg a víz felhajtó ereje kisebb-nagyobb részeket a gleccsernyelvekről le nem tör. A jégtakarók hatalmas, megfagyott folyók, amelyeket a hóesés táplál. Megállás nélkül haladnak előre a tenger felé. Van, amelyiknek a "nyelve" több száz kilométernyire lóg bele a sós vízbe. Ilyen például a kanadai Ayles-selfjég, a Franciaország nagyságú Ross-selfjég az Antarktisznál, vagy a Jakobshavn-gleccser Grönlandon. Ez utóbbi a leggyorsabb gleccser a világon; naponta 20-30 métert halad előre a tenger felé, és évente 35 milliárd tonnányi jég törik le róla.
A globális felmelegedés egyik legjelentősebb hatása a sarki jég gyorsuló olvadása. Ha az összes jég elolvadna az Antarktiszon és Grönlandon, akkor több mint 60 méterrel emelkedne a világtengerek vízszintje. A néha több száz méter vastag úszó jéghegyeknek csak egy tized része látszik ki a vízből, ezért veszélyeztetik a hajózást. Gyakran az óriási jégtömeg 100-130 méterre is kiemelkedik a vízből, míg a víz alatti rész a 800 méter mélységet is eléri.

## Katasztrófák

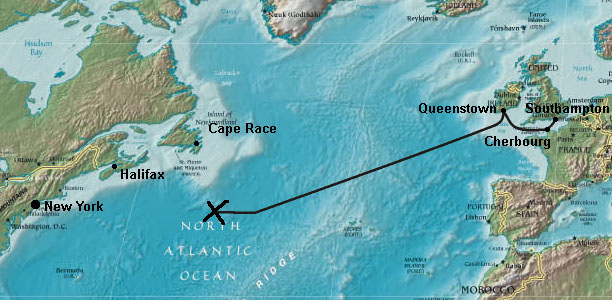
A Titanic útvonala

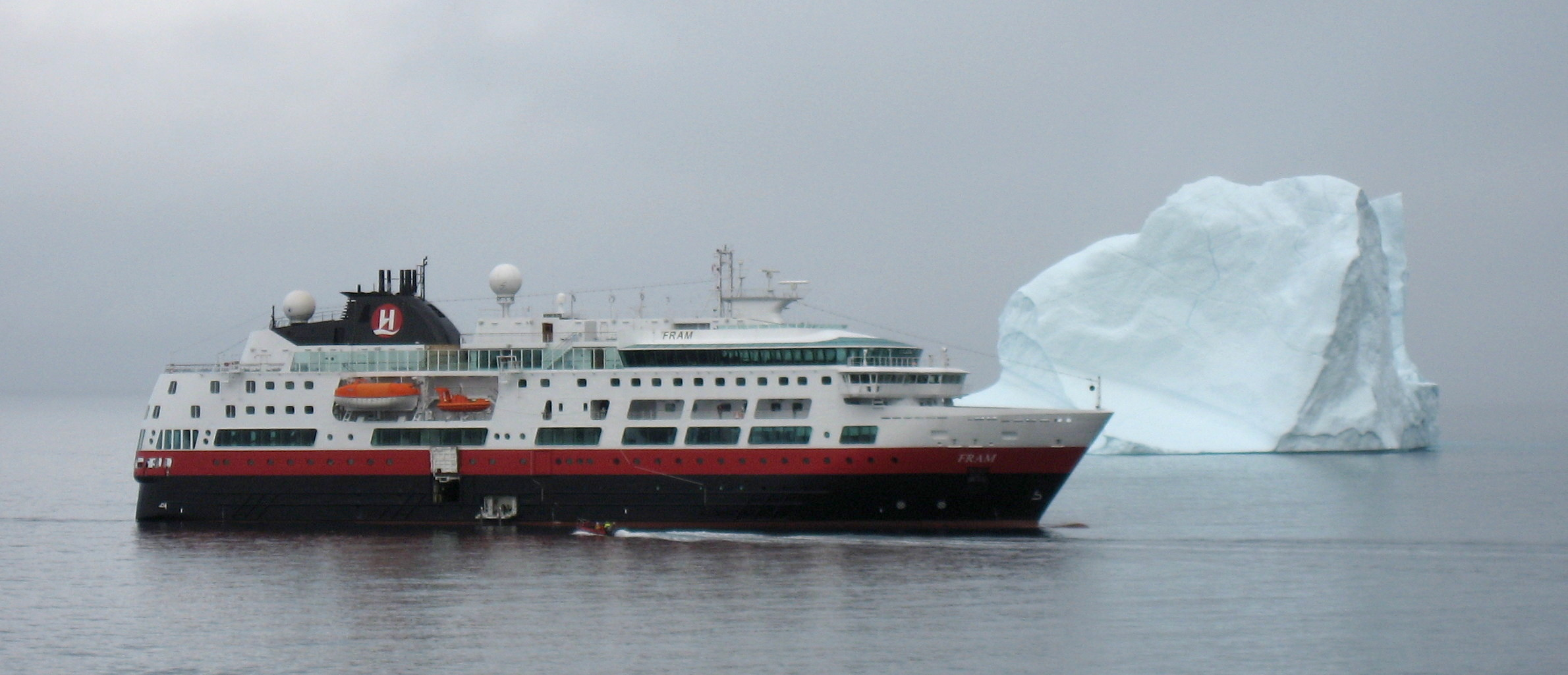
Úszó jéghegy

Az úszó jéghegyek számos balesetet, katasztrófát okoztak már a tengeri hajózásban. 1914-ben létrehozták a Nemzetközi Jégfigyelő Szolgálatot.
- Az addig épített legnagyobb utasszállító hajó a Titanic, az egyesült államokbeli New Yorkba tartó első útján, 1912. április 14-én, vasárnap 23:40-kor az északi szélesség 41° és nyugati hosszúság 50°-nál jéghegynek ütközött, és április 15-én, hétfőn, az ütközés után 02:20-kor kettétörve elsüllyedt.

## Méreteik

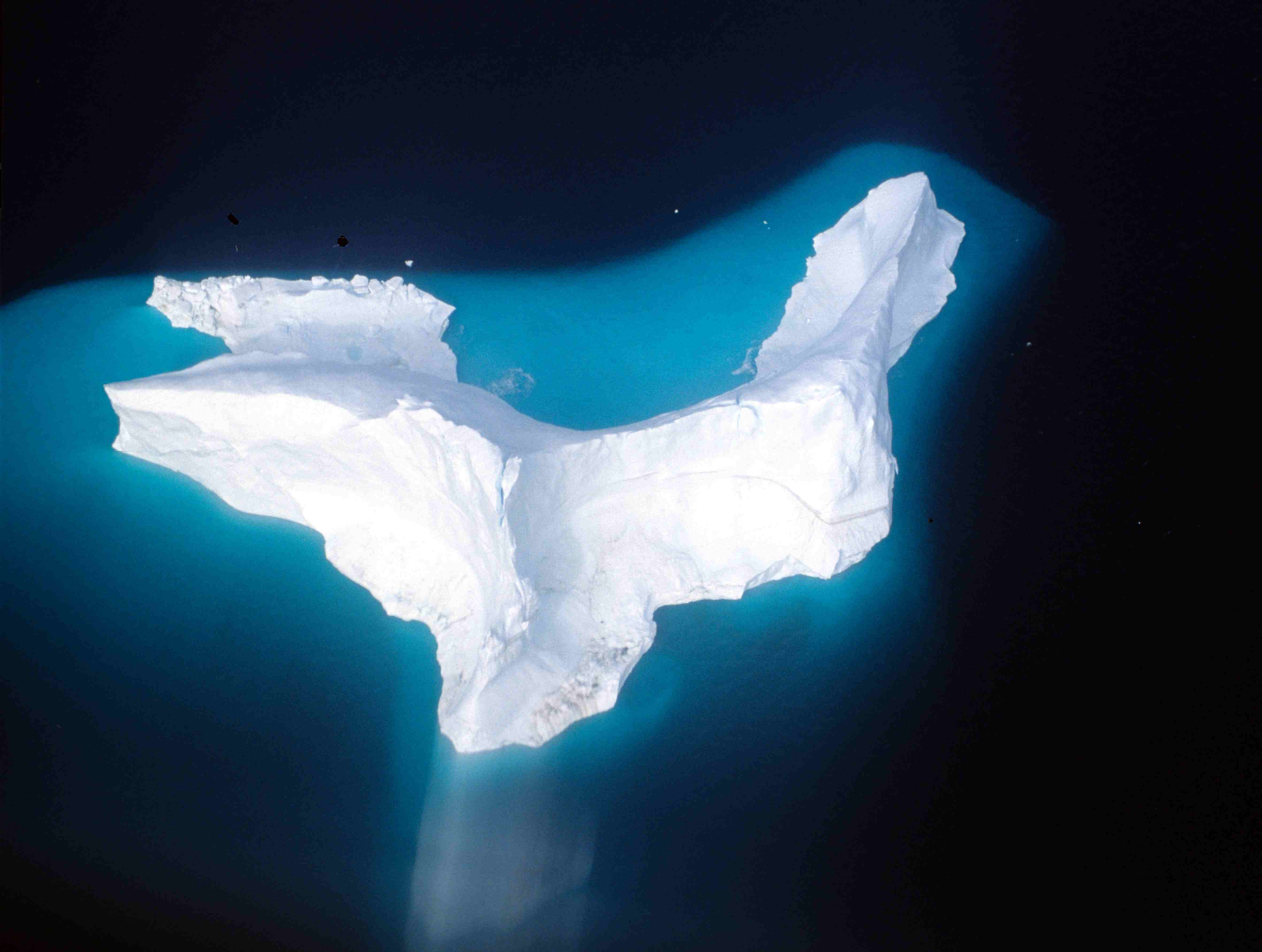
Jéghegy a Baffin-sziget közelében

Néha óriásiak is lehetnek. Vannak olyan kolosszusok, amelyeknek a hossza és a szélessége is kilométernyi. A vízből kiemelkedő magasságuk 120-150 méter magas is lehet. A jégtömb olvadása során bástyatorony, platószerű formájú lehet, mintegy 9/10 része a víz felszíne alatt van, s teljes magassága 1.000 méternyi is lehet.
A jéghegyek a Déli-sarkon néha csíkosak, amit a hórétegek képeznek a különböző eseményekre reagálva. A kék csíkot a jégrepedésbe hirtelen buborékképződés nélkül belefagyott olvadt víz okozza. Amikor a jéghegy a tengerbe csúszik, egy réteg sós tengervíz ráfagyhat, alulról és ha az gazdag algákban, akkor zöldes színű lesz. Barna, fekete és sárga csíkokat a szennyeződés okozza, ami csúszás közben tapad a jégre, mielőtt a vízbe érne.
A jégmezők széleitől elváló jéghegyek a 40 szélességi fokig is eljuthatnak, ahol végül elolvadnak. Útjuk igen hosszú, sokszor fél évig is eltarthat. A sebességük óránként 120 méter. A déli Jeges tengeren úszó jégtáblák hatalmasabbak, mint az északi Atlanti-óceánban található úszó jégdarabok.

## Lásd még
- A jéghegy-elv Ernest Hemingway műveiben.
- Az Antarktisz jege